# Sarabia, Guanajuato
Sarabia är en ort i Mexiko.   Den ligger i kommunen Villagrán och delstaten Guanajuato, i den centrala delen av landet, 230 km nordväst om huvudstaden Mexico City. Sarabia ligger 1 722 meter över havet och antalet invånare är 5 091.
Terrängen runt Sarabia är en högslätt. Runt Sarabia är det ganska tätbefolkat, med 149 invånare per kvadratkilometer. Närmaste större samhälle är Salamanca, 14,6 km väster om Sarabia. Trakten runt Sarabia består till största delen av jordbruksmark.